# Lucio Papirio Cursore (tribuno consolare 387 a.C.)
Lucio Papirio Cursore (fl. IV secolo a.C.) è stato un politico e militare romano.

## Primo tribunato consolare
Nel 387 a.C. fu eletto tribuno consolare con Lucio Valerio Publicola, Lucio Emilio Mamercino, Gneo Sergio Fidenate Cosso e Licinio Menenio Lanato.
I tribuni della plebe riproposero la questione dell'assegnazione dell'agro Pontino strappato ai Volsci e vennero create 4 nuove tribù, la Stellatina, la Tromentina, la Sabatina e la Arniense, portando il numero totale delle tribù a venticinque.

## Secondo tribunato consolare
Nel 385 a.C. fu eletto tribuno consolare con Tito Quinzio Cincinnato Capitolino,  Lucio Quinzio Cincinnato Capitolino, Publio Cornelio, Aulo Manlio Capitolino e Gneo Sergio Fidenate Cosso.
Durante l'anno il Senato nominò Aulo Cornelio Cosso dittatore, per far fronte all'ennesima minaccia portata a Roma dai Volsci e ai possibili disordini interni, dovuti alle richieste della plebe, portate avanti da Marco Manlio Capitolino.